# هومبيرتو كوينتيرو
هومبيرتو كوينتيرو (بالإسبانية: Humberto Quintero)‏ هو مدرب كرة القاعدة ‏ فنزويلي، ولد في 2 أغسطس 1979 في ماراكايبو في فنزويلا.

## وصلات خارجية
- هومبيرتو كوينتيرو على موقع دوري كرة القاعدة الرئيسي (الإنجليزية)
- هومبيرتو كوينتيرو على موقعبيزبول رفرنس.كوم (الدوري الرئيسي) (الإنجليزية)
- هومبيرتو كوينتيرو على موقعبيزبول رفرنس.كوم (الدوري الثانوي) (الإنجليزية)
- هومبيرتو كوينتيرو على موقع إي إس بي إن.كوم (أم.أل.بي) (الإنجليزية)
- هومبيرتو كوينتيرو على موقع مشجعي الرسوم البيانية (الإنجليزية)